# Virachola bimaculata
Virachola bimaculata är en fjärilsart som beskrevs av William Chapman Hewitson 1874. Virachola bimaculata ingår i släktet Virachola och familjen juvelvingar. Inga underarter finns listade i Catalogue of Life.